# Cetuximab
Cetuximab, també conegut pel nom comercial Erbitux ®, és un medicament inhibidor del receptor del factor de creixement epidèrmic (EGFR) utilitzat pel tractament del càncer colorectal metastàtic i el càncer de cap i coll. Cetuximab és un anticòs monoclonal quimèric (ratolí/humà) administrat per infusió intravenosa.

## Usos mèdics
Cetuximab s'utilitza per al tractament del càncer de cèl·lules escatoses de cap i coll i el càncer colorectal metastàtic de tipus RAS. També s'utilitza en cas de senyalització deficient de l'EGFR i d'altres receptors tirosina-cinasa, que en humans està associada a malalties com l'Alzheimer.
Cetuximab va ser aprovat per la Food and Drug Administration (FDA) dels EUA el març de 2006, per utilitzar-lo en combinació amb la radioteràpia per tractar el carcinoma de cèl·lules escatoses del cap i el coll o com a agent únic en persones que havien tingut anteriorment teràpia basada en platí. En l'assaig de registre de fase III IMCL-9815, l'addició de cetuximab a la radioteràpia va millorar els resultats clínics independentment de l'estat de p16 o del VPH en comparació amb la radioteràpia sola. Tot i això, estudis posteriors i assaigs clínics (NRG Oncology RTOG 1016 i De-ESCALaTE HPV) van suggerir que cetuximab era significativament inferior pel que fa a la supervivència global i sense progressió en aquests casos, en comparació amb el cisplatí.
El juliol de 2009, la FDA va aprovar cetuximab per al tractament del càncer de còlon amb el gen K-RAS de tipus salvatge.
L'eficàcia del cetuximab es va explorar en un assaig clínic de càncer gàstric avançat publicat el 2013; cetuximab no va mostrar beneficis per a la supervivència.
Un assaig controlat aleatori multicèntric de fase III del 2020 dirigit per la University College de Londres va demostrar que afegir cetuximab a la quimioteràpia perioperatòria empitjora la supervivència dels pacients amb càncer colorectal amb metàstasis hepàtiques operables. Amb més de cinc anys de seguiment, la supervivència global mitjana va baixar dels 81 mesos dels pacients tractats amb quimioteràpia sola abans i després de la resecció hepàtica, a 55,4 mesos per als que també van rebre cetuximab.

## Efectes adversos
Un dels efectes secundaris més greus de la teràpia amb cetuximab és la incidència d'erupcions acneïformes, és a dir, similars a l'acne. Generalment és reversible.
Altres reaccions greus inclouen, entre d'altres: febre, calfreds, rigidesa, urticària, picor, erupció cutània, hipotensió arterial, nàusees, vòmits, mal de cap, dificultat per respirar, sibilàncies, angioedema, marejos, anafilaxi i aturada cardíaca. Altres efectes secundaris comuns inclouen la fotosensibilitat, hipomagnesèmia i, amb menys freqüència, la toxicitat pulmonar i cardíaca.
Algunes regions geogràfiques tenen una alta taxa de reaccions anafilàctiques al cetuximab a la primera exposició al medicament. Això és inusual perquè l'exposició a l'al·lergen s'ha de produir abans del desenvolupament d'una al·lèrgia.